# 濱田祐太郎
濱田 祐太郎 (はまだ ゆうたろう、1989年9月8日 - ) は、日本のお笑いタレント、漫談家。兵庫県神戸市出身。兵庫県川辺郡猪名川町育ち。吉本興業所属。先天性の視覚障害を持つ盲目 の漫談家である。
R-1ぐらんぷり2018優勝者。

## 略歴
約3万人に1人の割合で発症する先天性緑内障のため生まれつき左目が見えず、右目もかつては近い距離なら見えていたが、現在は明暗がわかる程度である。
小学6年の秋、テレビでビッキーズとハリガネロックのしゃべくり漫才を聴いてお笑いに夢中になり、中学生のとき芸人になる決意をする。両親から「何ゆうてんの？」と諭されるが諦めず、最終的に「好きにしたらええよ」と認めてもらう。
高校は兵庫県立視覚特別支援学校に進学、三療の国家資格を取得する。卒業後はマッサージのアルバイトをして授業料40万円を貯め、2012年4月、大阪NSC35期生として入学する。同期にはゆりやんレトリィバァらがいるが、NSCではゆりやんは優秀なクラス、濱田は通常のクラスに振り分けられたため在学中は特に関わりもなく、濱田曰くゆりやんは「別格の存在」「売れっ子のタレントさんという感じ」であった。
翌2013年4月に漫談家としてデビュー。2017年6月からよしもと漫才劇場の出場権を得て、月に2〜3回若手がネタを披露するライブに出演。またNHK新人お笑い大賞（NHK総合）で決勝進出を果たす。
2018年のR-1ぐらんぷりに出場し、決勝ではおぐ、ゆりやんレトリィバァを下して16代目のR-1王者となる。桂文枝からは2ネタで6票 (審査員1人あたりの満票) を獲得した。 
漫談を披露しての優勝は、2010年大会のあべこうじ以来8大会ぶりであった。
2019年7月、全ての人が尊重されるユニバーサル社会づくりの推進を目指す「ひょうごユニバーサル大使」を委嘱された。
同年12月、フルマラソン初挑戦として第9回大阪マラソンに参加。フルマラソン経験者のガオ〜ちゃん、田津原理音らが伴走を務めたが、34km地点で5時間50分の関門にかかりリタイアとなった。
2020年7月放送の『濱田祐太郎のぽこいちラジオ』（ラジオ関西）でリスナーからTwitterのアカウントを作ってほしいとの要望があり、翌月に自身のアカウントを開設。iPadの音声読み上げ機能を使用し、投稿を行っている。
2021年4月より、YouTubeチャンネル「濱田祐太郎のはまゆうチャンネル」を開始。およそ週一のペースで、一人喋りのラジオ動画が主に投稿されている。

## 芸風
- 白杖を持ち、スーツ姿[16] で舞台に立つ。音楽を使わず正統派のしゃべくり漫談を披露するのがピン芸人としてのスタイル[7]。ただしライブによってはコントも行う事があり、R-1での紹介VTRでは先輩芸人として出演したお〜い!久馬（ザ・プラン9）が主催するライブでコントを披露している映像が放映された。
- R-1冒頭では「迷ったら笑っといてくださいね」と呼びかけ、戸惑う観客に笑ってもいいという空気を作った[17]。視覚障害者のあるあるネタ、盲学校あるあるネタを得意とし、R-1でも披露した[18][19]。
- 『ワイドナショー』（フジテレビ）で松本人志（ダウンタウン）は「気の毒な感じがしない」と評し[20]、立川志らくも高く評価した[21]。
- 野望は「大阪で息の長い芸人になること」で、“R-1ぐらんぷり連覇” を意識し[22]、憧れのなんばグランド花月出演を目指す[23]。
- 同期のピン芸人・溝口幸雄がNSC卒業直前よりガイドヘルプ (手引き) など幅広くサポートしており[23]、R-1ぐらんぷり2018の決勝でもセンターマイクまで手引きで付き添った。
- 「障害者芸人」の扱うネタのデリケートさゆえ濱田祐太郎の出演に様子見するバラエティ番組制作関係者[24] に対し、放送作家の鈴木おさむ[25] は「落とし穴に落とせるか？」という一見過激な表現で、番組制作側が議論を尽くすかどうかがポイントと指摘した[26]。
- 近年では時事ネタも取り入れる[15]。

## エピソード
- お笑い以外の部分では「引っ込み思案」[27] または「基本的にちょっと沈んだ状態」[2]。
- R-1ぐらんぷり制覇後のインタビューで、ネタは「実話です」と学校の恩師の先生が語った[28]。
- 『ワイドナショー』（フジテレビ）では、自分がいじられるのは構わないが「障害者全員がそうじゃない」「障害者イジりが嫌な人もいる」と発言している[21]。
- 「かわいい声の女性が好き」で[22]、好きな声の女性タレントは鈴木奈々と小倉優子。理由は「鈴木さんは結婚してから、小倉さんは離婚してからセクシーな声になった」ためと語っている[29]。また声優では丹下桜や内田真礼の声が好きだという[30]。
- 簡単な料理もする。好きな食べ物はソーセージ[27]。
- ネタは思いつくとガラケーの音声メモ機能で残し[16]点字で転記する[23]。
- 趣味はフォークギター、アコースティックギター、フィンガーピッキング。押尾コータローを好み、手持ちはギブソンのJ45[27]。
- 2020年8月に開設したTwitterアカウントはアイコンを設定しておらず、初期のまま。そのためか、はる（エルフ）を始め、多くの芸人仲間から「あのアカウントは本物か？」と疑われてしまっている。これに対し濱田は「このまましばらくニセモノっぽくやってみようかな」と話している[14]。また、自身が割と「イタい」人間だと認識していることもあり、「なんかTwitterでやばいことを呟いたら、すぐに『あれは俺じゃない』って言えるようにしてるんで」とも冗談めかしている[15]。

## 大会出場歴
- 2012年：R-1ぐらんぷり 準決勝進出
- 2013年：R-1ぐらんぷり 2回戦敗退
- 2017年：NHK新人お笑い大賞 本選出場[31]
- 2018年：R-1ぐらんぷり優勝
- 2018年：ABCお笑いグランプリ 決勝出場
- 2024年：M-1グランプリ2024 2回戦進出（シゲカズですとのユニット「ストロベリーマカロン」として）[32]

## 出演

### テレビ
- R-1ぐらんぷり2018優勝者特番 濱田祐太郎のした事ないこと! (2018年6月3日、関西テレビ)[33][34]
- 濱田祐太郎のブラリモウドク（2024年6月30日 - 7月28日、ABCテレビ）[35]

### ドラマ
- 恋です!〜ヤンキー君と白杖ガール〜（2021年10月6日 - 12月15日、日本テレビ）- 案内人[36]

### ラジオ
- トットのNEXT芸人コレクション（2017年10月17日放送、ラジオ大阪）[37]
- ラジオ・チャリティ・ミュージックソン（2017年12月24日放送、ラジオ大阪） - 公開生放送[38]
- オンスト（2018年4月6日 - 、YES-fm） - 金曜レギュラー、公開生放送[39]
- 濱田祐太郎のオールナイトニッポン0(ZERO) （2018年8月5日放送 、ニッポン放送） - 週替わりパーソナリティ[40]
- 濱田祐太郎のひょうごユニバーサル通信（2020年4月20日 - 2022年3月15日、ラジオ関西） - ｢PUSH!」内、月1コーナー
- 濱田祐太郎のぽこいちラジオ（2020年5月30日 - 、ラジオ関西） - よしもと☆のびしろアワー第5週目

### ライブ
- 「祝3周年！極プレミアム感謝祭！〜マンゲキメンバー大大大集合！No.1芸人が決定しちゃいますSP！〜」（よしもと漫才劇場）